# Мецини, Матильда
Матильда Мецини (5 октября 1988, Тирана, Албания) — победительница конкурса Мисс Вселенная Албания (4 апреля 2008). Мецини представляла Албанию на конкурсе Мисс Вселенная 2008, прошедшем в Нячанг, Вьетнам 14 июля 2008.
Мецини изучает всемирную литературу в университете Тираны. Она играет в профессиональный баскетбол с 16 лет. Мецини работала с такими модельерами как Шерри Хилл и Роберто Кавалли. Она работала моделью в таких странах как Великобритания, Франция, Италия, США, и в родной Албании. Она неплохо говорит на английском, итальянском и французском языках.